# 哥迪奧·盧比斯
（1974年7月17日—），為一名已退役的阿根廷足球前鋒。
他是阿根廷贏得1996年奧運足球賽銀牌的功臣之一。他亦入選國家隊出戰1998及2002兩屆世界盃。他共替國家隊上陣55場，攻入10球。

## 榮譽

### 球會
華倫西亞
- 西班牙國王盃 冠軍:1998–1999
- 西班牙超級盃 冠軍:1999

拉素
- 意大利盃 冠軍:2003–2004
- 意大利超級盃 冠軍:2000

阿美利加
- 墨西哥甲組聯賽 冠軍:2005春季
- 中北美冠 冠軍:2006
- 墨西哥超級盃 冠軍:2004–2005

科羅拉多急流
- 美職聯
  - 東區冠軍:2010
  - 大聯盟盃冠軍:2010

### 國家隊
- 奧運足球銀牌：1996